# Author & Punisher
Author & Punisher, créé en janvier 2004 à San Diego, est le nom d'artiste musical de l'ingénieur mécanique Tristan Shone. La plupart des instruments qu'il utilise, intitulés "Drone Machines" et "Dub Machines", sont conçus et fabriqués sur mesure par ce dernier à partir de matières premières et de circuits électroniques open source,.
Shone a sorti neuf albums sous Author & Punisher; Melk En Honing (2015) et Pressure Mine (2017) sont sortis sur le label Housecore Records de Phil Anselmo. Son dernier, Krüller, est sorti chez Relapse Records le 11 février 2022.

## Discographie
- 2005 - The Painted Army
- 2007 - Warcry
- 2010 - Drone Machines
- 2012 - Ursus Americanus
- 2013 - Women & Children
- 2015 - Melk En Honing
- 2017 - Pressure Mine
- 2018 - Beastland
- 2020 - Live B.C. 2020
- 2022 - Krüller
- 2025 - Nocturnal Birding